# 賀美郡
- 令制国一覧 > 東海道 > 武蔵国 > 賀美郡
- 日本 > 関東地方 > 埼玉県 > 賀美郡

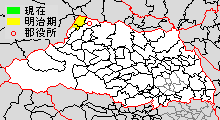
埼玉県賀美郡の範囲

賀美郡（かみぐん）は、埼玉県（武蔵国）にあった郡。

## 郡域
現在の行政区画では概ね以下の区域に相当する。
- 児玉郡上里町（全域）
- 児玉郡神川町（大字植竹、元阿保、原新田、八日市、関口、肥土、貫井、小浜、四軒在家、熊野堂、元原）

## 歴史

### 近代以降の沿革
- 「旧高旧領取調帳」に記載されている明治初年時点での支配は以下の通り。●は村内に寺社領が存在。幕府領は木村飛騨守支配所（関東在方掛）、大音竜太郎支配所が管轄。（27村）

| 知行         | 知行                   | 村数 | 村名 |
| ------------ | ---------------------- | ---- | --- |
| 幕府領       | 幕府領（木村）         | 1村  | 毘砂吐村 |
| 幕府領       | 旗本領                 | 12村 | 小浜村、元安保村、堤村、貫井村、四軒在家村、八日市村、帯刀村、安保町村、●七本木村、嘉美村、忍保村、勅使河原村 |
| 幕府領       | 幕府領（木村）・旗本領 | 7村  | 五明村、●大御堂村、藤木戸村、長浜町村、長浜村、黛村、金窪村                                                   |
| 幕府領       | 幕府領（大音）・旗本領 | 1村  | 植竹村 |
| 藩領         | 上総久留里藩           | 2村  | 原新田村、肥土村                                                                                              |
| 幕府領・藩領 | 旗本領・久留里藩       | 4村  | 関口村、横町村、八町河原村、石神村                                                                            |

- 慶応4年6月17日（1868年8月5日） – 関東在方掛の旧岩鼻陣屋に岩鼻県が設置され、幕府領・旗本領を管轄。
- 明治4年
  - 7月14日（1871年8月29日） - 廃藩置県により、藩領が久留里県となる。
  - 11月14日（1871年12月25日） - 第1次府県統合により、全域が入間県の管轄となる。
- 1873年（明治6年）6月15日 - 入間県が群馬県（第1期）と合併して熊谷県となる。
- 1876年（明治9年）
  - 8月21日 - 第2次府県統合により、熊谷県が武蔵国の管轄地域を埼玉県に合併して群馬県（第2期）に改称。当郡域は埼玉県の管轄となる。
  - 安保町村・長浜町村・横町村が合併して三町村となる。（25村）
- 1879年（明治12年）3月17日 - 郡区町村編制法の埼玉県での施行により、行政区画としての賀美郡が発足。児玉郡本庄宿に設置された児玉郡役所が管轄。

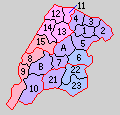
11.神保原村 12.賀美村 13.七本木村 14.長幡村 15.丹荘村（赤：児玉郡上里町 橙：児玉郡神川町 1 - 10は児玉郡 21 - 23は那珂郡）

- 1889年（明治22年）4月1日 - 町村制の施行により、以下の村が発足。特記以外は全域が現・児玉郡上里町。（5村）
  - 神保原村 ← 石神村、忍保村、八町河原村
  - 賀美村 ← 勅使河原村、金久保村、黛村、毘沙吐村
  - 七本木村 ← 七本木村、嘉美村、堤村、三町村
  - 長幡村 ← 藤木戸村、帯刀村、五明村、長浜村、大御堂村
  - 丹荘村 ← 植竹村、元阿保村、原新田村、八日市村、関口村、肥土村、貫井村、小浜村、四軒在家村および児玉郡熊野堂村（現・児玉郡神川町）
- 1896年（明治29年）4月1日 - 児玉郡・賀美郡・那珂郡の区域をもって、改めて児玉郡が発足。同日賀美郡廃止。

## 行政
児玉・加美・那珂郡長
| 代 | 氏名 | 就任年月日                | 退任年月日                | 備考                                   |
| -- | ---- | ------------------------- | ------------------------- | -------------------------------------- |
| 1  |      | 明治11年（1879年）3月17日 |                           |                                        |
|    |      |                           | 明治29年（1896年）3月31日 | 児玉郡・那珂郡との合併により加美郡廃止 |

## 関連文献
- 「横町村」『新編武蔵風土記稿』 巻ノ245賀美郡ノ3。NDLJP:764012/90。